# Pêche à l'explosif

Dynamite explosant dans l'eau

Bien qu’illégale, la pêche à l’explosif  (ou pêche à la dynamite, aux bombes à base d’engrais chimiques, ...) consiste à bombarder une zone de mer, ce qui envoie une puissante onde de choc et ainsi tue les poissons aux alentours. Il suffit après de les récolter à la surface. La pêche à l'explosif constitue l’une des menaces les plus importantes en ce qui concerne la survie d’écosystèmes marins tels que les récifs coralliens,.
Malgré l'existence d'un certain contrôle concernant la lutte contre les pêches destructives, cela fait plusieurs années qu’elle refait surface dans les pays où l’industrie de la pêche est lucrative. Le problème est que plus ce genre de pêche est rentable, plus cette pratique s’intensifie. Elle est très répandue en Asie du Sud où environ 40 % des pêcheries proviennent de la pêche à l’explosif .

## Origine
C’est pendant la Seconde Guerre mondiale que la pêche à l’explosif se développe dans les pays et îles principalement touchés par la guerre tels que l’île de Palau, aux Philippines, notamment pour subvenir aux besoins nutritifs de nombreux occupants militaires. À cette époque, la source principale d’explosifs était constituée d’explosifs militaires.
La période d’après la Seconde Guerre mondiale fut propice aux changements démographiques comme l’accroissement de population, toujours en vigueur dans les pays en voie de développement, à l'urbanisation et à l’essor économique. En matière de ressources marines, la demande qui augmente de plus en plus en fonction de l’accroissement de population oblige l’offre à suivre, d’où l’usage de pratiques comme la pêche à l’explosif.
Aujourd’hui, la dynamite provient soit de projets de constructions civiles (routes) soit d’entreprises de constructions  militaires.

## Impacts

### Les récifs coralliens
L’utilisation des explosifs pour une capture de poissons plus facile cause de gros dégâts en ce qui concerne les récifs de coraux. En effet, cette technique de pêche endommage la structure du récif en brisant le squelette de carbonate de calcium qui a mis des siècles pour se construire. Les bombardements entrainent la formation de cratères dans le substrat qui peuvent  atteindre plus de 20 mètres carrés . Après des explosions successives et si un récif entier est attaqué, la récupération est souvent fastidieuse et longue parce que ce type de pêche est souvent une perturbation chronique qui altère en permanence le milieu récifal ,,,d’autant plus qu’il sera difficile pour de nouvelles colonies de scléractiniaires de s'installer et de se développer sur les décombres de coraux morts .

### La biodiversité
Les récifs de corail sont des endroits très riches en biodiversité et ont une fonction écologique essentielle dans le monde marin. Ils abritent 25 % des espèces marines (dont certaines sont très rares) alors qu’ils ne représentent que 0,2 % des eaux marines. La pêche à la dynamite représente de cette manière, en plus de provoquer la mort de poissons dans un rayon de 50-70 mètres, une véritable menace pour les populations marines par la destruction de leur habitat. De plus, les poissons qui ne sont pas concernés par la demande ainsi que les mammifères marins tués sont rejetés dans la mer. Cela constitue un véritable gaspillage de la biodiversité de nos fonds marins mais aussi une forte diminution des stocks de poissons qui n’ont pas le temps de se régénérer .

Création d'une bombe artisanale

### L’homme
Les explosifs utilisés peuvent être des bombes artisanales fabriquées à partir d’une bouteille, de nitrate de potassium en poudre et de cailloux ou bien de nitrate d’ammonium  et de kérosène. Cependant ces bombes « faites maison » peuvent ainsi exploser de manière prématurée et causer beaucoup d’accidents (dont la plupart sont la perte d’un membre) ou parfois même la mort. Mais la pratique est suffisamment rentable, comme dit précédemment, pour justifier les risques ,.

## Politiques ou contrôles mis en œuvre
La pêche à l’explosif concerne particulièrement les pays en bordure de l’océan Indien, zone où la pêche constitue l’un des secteurs économiques les plus rentables. Ainsi, les contrôles et les politiques pour la lutte contre les pêches destructives sont d’une importance capitale pour la sauvegarde d’écosystèmes marins. Notamment en Malaisie, des hydrophones ont été conçus pour détecter les explosions sous l’eau à une profondeur de 30 mètres et sur une rangée de 30 kilomètres. C’est un dispositif en triangle équilatéral de trois hydrophones à 1 mètre l’un de l’autre.

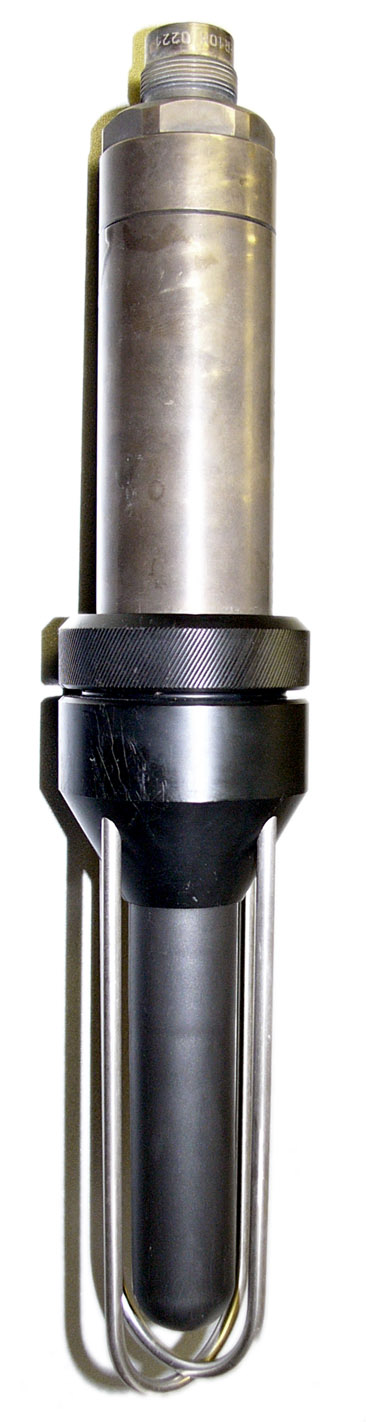
Exemple de modèle d'hydrophone

## Exemple de la Tanzanie
En Tanzanie, une tolérance zéro contre les pêches destructives est en vigueur depuis 2003 après qu’on ait constaté que les applications de lois n’étaient pas correctement exécutées et que le nombre de pêches à l’explosif avait augmenté. Une collaboration avec les comités de villages et les agents des pêches a permis de réduire à zéro le nombre d’explosions par jour en augmentant le nombre de patrouilles en mer et en récoltant des informations précieuses provenant des villageois ,.